# Xã Mitchell, Quận Cross, Arkansas
Xã Mitchell (tiếng Anh: Mitchell Township) là một xã thuộc quận Cross, tiểu bang Arkansas, Hoa Kỳ. Năm 2010, dân số của xã này là 1.137 người.